# Ханзаде-султан
Ханзаде Султан — донька Мурада IV, одна з восьми його доньок, які досягли зрілості.
Народилась близько 1631 року у сім'ї Мурада IV і Айше Султан. Після смерті батька, як і її сестри та фаворитки батька, опинилась в Старому палаці.
І. Озтуна в роботі «Держави і Династії» пише, що вона вийшла заміж за Наккаш Мустафу Пашу, померла після 1657 року (ймовірно у 1680), в її власності були палаци в Ейюбі і Саладжаці, похована в тюрбе Султана Ібрагіма.